# Долина Тейлора
77°37′00″ пд. ш. 163°00′00″ сх. д. / 77.616666666667° пд. ш. 163° сх. д.Долина Тейлора 77°37′S 163°00′E — вільна від льоду долина довжиною близько 18 морських миль (33 км; 21 миля), яка колись була зайнята відступаючим льодовиком Тейлора. Він розташований на північ від пагорбів Кукрі між льодовиком Тейлора і Нью-Харбор на Землі Вікторії, Антарктида. Долина Тейлор — найпівденніша з трьох великих сухих долин Мак-Мердо в Трансантарктичних горах, розташована на захід від затоки Мак-Мердо.

## Інтернет-ресурси
- USGS Geographic Names Database — Taylor Valley
- Map of the McMurdo Dry Valleys and Ross Island[недоступне посилання з 01.06.2018]

| Антарктика | Це незавершена стаття про Антарктику. Ви можете допомогти проєкту, виправивши або дописавши її. |